# Misure alternative alla detenzione
Le misure alternative alla detenzione, nell'ordinamento giuridico italiano, sono provvedimenti restrittivi della libertà personale che incidono sulla fase esecutiva della pena principale detentiva e che hanno lo scopo di realizzare la funzione rieducativa della pena. 

## Storia
Vennero introdotte dalla legge 6 luglio 1975, n. 354 al capo VI; negli anni successivi le misure introdotte vennero ampliate con nuove possibilità di pene alternative (legge 27 maggio 1998, n. 165), ma poi drasticamente ridotte con la legge ex Cirielli. Tuttavia, di fronte all'insostenibilità del numero dei detenuti, a partire dal 2010 vennero successivamente introdotte sia nuove misure alternative (detenzione domiciliare speciale), sia successivamente, di fronte alle condanne dell'Italia da parte della CEDU, nel 2013 in buona parte superate le restrizioni alle misure alternative alla detenzione in carcere derivanti dalla legge ex Cirielli sino a quando nel 2014 il governo Renzi ha ricevuto e attuato deleghe per provvedere a futuri ampliamenti della possibilità di scontare le condanne minori tramite pene alternative.

## Tipologie
Sono misure alternative alla detenzione:
- l'affidamento in prova al servizio sociale (art. 47);
- la detenzione domiciliare (art. 47-ter);
- il regime di semilibertà (art. 48);
- la liberazione anticipata (art. 54).

## Dati statistici
Secondo i dati Ministero della Giustizia al 2006 le misure revocate si riferiscono a quelle revocate nel corso dell'esecuzione e non comprendono quelle per cui, alla fine del periodo in misura alternativa, non si è ritenuto di conteggiare, in tutto od in parte, come scontata la pena eseguita in misura alternativa (cioè si è ritenuto che la rieducazione tramite pena alternativa non abbia conseguito il fine rieducativo e quindi la pena si è dovuta nuovamente scontare in carcere, in tutto od in parte). 
Le revoche sono dovute in massima parte alla sopravvenienza di altra sentenza di condanna (per altro reato commesso in precedenza) che porta ad una sommatoria di pene incompatibili con i limiti di pena previsti per usufruire di pene alternative, mentre i Magistrati di sorveglianza calcolano un insuccesso delle pene alternative (cioè che il beneficiario abbia commesso altri reati durante o dopo la pena alternativa) solo nello 0,45% dei casi.
| Anno   | Tot.Concesse | Tot.Revocate |
| ------ | ------------ | ------------ |
| 2006   | 20.087       | 1.169        |
| 2007   | 7.950        | 243          |
| 2008   | 11.323       | 418          |
| 2009   | 15.057       | 605          |
| 2010   | 21.494       | 773          |
| 2011   | 26.849       | 892          |
| 2012   | 29.605       | 1.027        |
| 2013   | 31.938       | 1.020        |
| Totale |              |              |